# NGC 2074
NGC 2074 (другое обозначение — ESO 57-EN8) — эмиссионная туманность в созвездии Золотая Рыба.
Этот объект входит в число перечисленных в оригинальной редакции «Нового общего каталога».
В туманности было обнаружено большое количество молодых звёздных объектов (большинство из них имеют массы, характерные для спектральных классов  позднего O и раннего B), а также очень компактные области H II.
У звёзд в туманности не наблюдается значительная потеря массы.